# Neuzenbergbos
Het Neuzenbergbos is een bos en natuurgebied in de tot de Provincie Antwerpen gemeente Zwijndrecht behorende plaats Burcht.
Het bos ligt ten westen van de Burchtse Weel. Samen met het naastgelegen Calberg meet het ongeveer 9 ha. Calberg is een voormalig militair terrein.
Het was een braakliggend terrein dat in 1984 gedeeltelijk werd beplant. Zo ontstond een mozaïek van aangeplant en spontaan opgeslagen bos. Er zijn enkele wandelpaden aangelegd en verder laat men het bos zich spontaan ontwikkelen. Berk, zwarte els en wilgensoorten zijn de belangrijkste opgaande bomen.
Het gebied vormt een buffer tussen de bebouwing van Antwerpen en die van Burcht.